# Transkriptionsstartpunkt
Der Transkriptionsstartpunkt (TSP) ist in der Genetik und Molekularbiologie das erste Nukleotid eines transkribierten DNA-Abschnitts. Im Allgemeinen handelt es sich bei einem solchen DNA-Abschnitt um ein Gen. Der TSP dient der Definition von Genen, da dieser es am 5'-Ende begrenzt. Ein Gen kann mehrere TSPs aufweisen. Liegen diese in unmittelbarer Nachbarschaft (einige Nukleotide Differenz) und basieren auf demselben Promotor, wird mitunter auch von der Mikroheterogenität eines TSP gesprochen. 
Ein TSP wird durch die erste Nukleinbase definiert, die in der transkribierten RNA stabil vorzufinden ist. Nukleotide, die unmittelbar nach erfolgter Initiation der Transkription entfernt werden, zählen nicht mit. Die Cap-Struktur eukaryotischer Gene wird ebenfalls ausgeschlossen. 
Dem Start-Nukleotid wird auf der DNA die Position +1 zugeordnet, dem unmittelbar davor gelegenen Nukleotid die Position -1. Damit bezeichnet beispielsweise die Position -100 ein Nukleotid, welches exakt 100 Nukleotide stromaufwärts vor dem TSP des entsprechenden Gens liegt. 
Methoden zur Bestimmung von TSPs sind beispielsweise Primer Extension, verschiedene RACE-PCRs und S1-Mapping.